# Woronino (rejon kiczmiengsko-gorodiecki)
Woronino (ros. Воронино) – wieś w Rosji, w rejonie kiczmiengsko-gorodieckim obwodu wołogodzkiego. W 2010 r. liczyła 14 mieszkańców.